# Viêm cột sống dính khớp
Viêm cột sống dính khớp (tiếng Anh: Ankylosing spondylitis (AS)) là một bệnh thấp viêm đặc trưng bởi tổn thương khớp cùng chậu, cột sống và các khớp ở chi dưới, thường kèm theo viêm các điểm bám gân. Bệnh tiến triển chậm song có xu hướng dính khớp. Bệnh viêm cột sống dính khớp có mối liên quan chặt chẽ với yếu tố kháng nguyên hoà hợp mô HLA-B27. Mặc dù nguyên nhân của viêm cột sống dính khớp chưa được biết đến, nhưng nó được cho là có sự kết hợp giữa các yếu tố di truyền và môi trường gây ra.
Hơn 90% những người bị ảnh hưởng có một kháng nguyên bạch cầu đặc trưng được gọi là kháng nguyên HLA-B27. Cơ chế cơ bản được cho là tự miễn dịch hoặc gây viêm tự động. Chẩn đoán thường dựa trên các triệu chứng với sự hỗ trợ từ hình ảnh y tế và xét nghiệm máu. AS là một loại bệnh thoái hóa thần kinh trung tính, nghĩa là các xét nghiệm cho thấy không có sự hiện diện của các kháng thể yếu tố thấp (RF). Nó cũng nằm trong một thể loại rộng hơn được gọi là thoái hóa khớp trục.
Không có cách điều trị viêm cột sống dính khớp. Các phương pháp điều trị chỉ có thể cải thiện triệu chứng và ngăn ngừa bệnh trở nên xấu đi. Các cách điều trị bao gồm sử dụng thuốc, tập thể dục và phẫu thuật.Các loại thuốc được sử dụng bao gồm NSAID, steroid, DMARD chẳng hạn như sulfasalazine, và các tác nhân sinh học như infliximab.
Theo thống kê thì từ 0,1% đến 1,8% số người bị ảnh hưởng.Khởi phát thường là ở người lớn. Nam giới thường bị ảnh hưởng nhiều hơn là nữ giới. Tình trạng này được mô tả đầy đủ vào cuối những năm 1600 bởi Bernard Connor, những bộ xương với viêm cột sống dính khớp được tìm thấy trong xác ướp Ai Cập.

## Nguyên nhân
Nguyên nhân của bệnh chưa được biết rõ hoàn toàn. Có hai đặc điểm chính là hiện tượng viêm và xơ hóa, calci hóa các dây chằng, bao khớp (đặc biệt tại vị trí cột sống), các điểm bám gân:
- Kháng nguyên hoà hợp mô HLA-B27: gặp trong 90% trường hợp, ngoài ra còn có thể có một số yếu tố gen khác và tác nhân nhiễm khuẩn. Yếu tố gia đình chiếm tỷ lệ 10%.
- Phản ứng miễn dịch: Sự kết hợp giữa yếu tố gen và tác nhân nhiễm khuẩn ban đầu ở các đối tượng này gây phản ứng miễn dịch kéo dài, có sự tham gia của yếu tố hoại tử u (TNFα).
- Phản ứng viêm: Phản ứng miễn dịch gây ra một chuỗi phản ứng viêm, có vai trò xúc tác của các enzym như cyclo-oxygenase (COX).
- Tổn thương khớp: hiện tượng xơ các mô sụn hoặc mô xương gây hạn chế vận động, có kèm sự phá hủy khớp.

## Chẩn đoán

### Lâm sàng
- Triệu chứng sớm nhất, thường là đau tại cột sống thắt lưng hoặc vùng lưng-thắt lưng. Đau kiểu viêm, kèm theo hiện tượng cứng cột sống.
- Viêm khớp cùng chậu biểu hiện bởi hiện tượng đau tại vùng mông, một hoặc hai bên.
- Viêm khớp: thể điển hình, thường biểu hiện viêm các khớp gốc chi đối xứng hai bên (khớp háng, khớp gối chiếm 20%). Đôi khi giai đoạn sớm chỉ biểu hiện viêm một khớp, lúc này cần chẩn đoán phân biệt với viêm khớp nhiễm khuẩn, đặc biệt là lao khớp.
- Viêm các điểm bám tận của gân thường gặp nhất tại gân Achilles, cân gan chân.
- Viêm kết mạc mắt và các triệu chứng tiêu hóa gặp khoảng 5-10% (tiêu chảy,đau bụng, xuất huyết).

### Cận lâm sàng
- Xét nghiệm máu: có các dấu hiệu viêm như tăng tốc độ lắng máu, tăng CRP.Kháng nguyên hoà hợp mô HLA-B27 dương tính ở 80-90% bệnh nhân viêm cột sống dính khớp.
- Chẩn đoán hình ảnh:
  - Hình ảnh viêm khớp cùng chậu: trên phim chụp X-quang thường quy: 
    - Giai đoạn 1: mất chất khoáng của bờ khớp, khe khớp cùng chậu rộng.
    - Giai đoạn 2: hình ảnh bào mòn, hình ảnh tem thư ở rìa khớp.
    - Giai đoạn 3: đặc xương ở bờ khớp, dính một phần khớp cùng- chậu.
    - Giai đoạn 4: dính khớp cùng chậu hoàn toàn.Ở giai đoạn sớm, khi X quang thường quy chưa phát hiện được tổn thương, chụp cộng hưởng từ khung chậu giúp chẩn đoán sớm viêm khớp cùng chậu.

  - Hình ảnh tổn thương cột sống: ở giai đoạn muộn, Xquang thường quy có thể thấy hình ảnh xơ hóa các dây chằng bên hoặc dây chằng trước cột sống, biểu hiện bởi các cầu xương, khiến cột sống có hình cây tre. Có thể thấy hiện tượng xơ hóa các dây chằng liên gai (hình ảnh đường ray xe lửa), có thể calci hoá đĩa đệm, tổn thương khớp liên mấu sau, tổn thương khớp xương sườn đốt sống. Ngoài ra, có thể thấy hình ảnh loãng xương: hình ảnh tăng thấu quang, đốt sống cong lõm hai mặt. Đôi khi (hiếm gặp) có hình ảnh gãy cầu xương đốt sống hoặc gãy cung sau.

Ở giai đoạn sớm, tổn thương cột sống có thể được phát hiện trên cộng hưởng từ.
- Khớp háng: Thường biểu hiện viêm cả hai bên. Biểu hiện viêm khớp háng dễ dàng phát hiện trên siêu âm bởi hiện tượng tràn dịch khớp và /hoặc dày màng hoạt dịch. Tổn thường trên X quang thường quy biểu hiện bởi hình ảnh hẹp khe khớp, đôi khi có các hình bào mòn đối xứng qua khe khớp (hình ảnh soi gương), giai đoạn cuối thường có dính khớp.
- Viêm điểm bám gân: Viêm cột sống dính khớp có thể khởi phát bởi biểu hiện ngoài khớp: viêm các đầu gân tại vị trí bám vào xương. Về lâm sàng, bệnh nhân đau tại các điểm bám tận của gân, có điểm đau chói khi bấm vào các vị trí này. Các triệu chứng trên siêu âm: hình ảnh các gân tăng âm, tràn dịch quanh gân. Hình ảnh X quang thường quy: đôi khi thấy hiện tượng xơ các điểm bám tận (gai xương).

### Chẩn đoán xác định
Kết hợp triệu chứng lâm sàng, hình ảnh viêm khớp cùng chậu trên X quang thường quy (hoặc trên cộng hưởng từ  nếu  nghi  ngờ  chẩn  đoán  mà  biểu  hiện  trên  X quang thường quy chưa rõ ràng) và nếu có thể, nên xét nghiệm HLA-B27.
Chẩn đoán bệnh viêm cột sống dính khớp dựa vào tiêu chuẩn chẩn đoán New York sửa đổi năm 1984 gồm có các triệu chứng lâm sàng và X quang.
Tiêu chuẩn lâm sàng (ít nhất có một yếu tố):
- Đau thắt lưng 3 tháng trở lên, cải thiện khi luyện tập, không giảm khi nghỉ.
- Hạn chế vận động cột sống thắt lưng cả tư thế cúi và nghiêng.
- Giảm độ giãn lồng ngực (dưới hoặc bằng 2,5 cm).

Tiêu chuẩn X quang:
Viêm khớp cùng chậu giai đoạn ≥ 2, nếu biểu hiện viêm cả hai bên.Chẩn đoán xác định khi có tiêu chuẩn X quang và ít nhất một yếu tố thuộc tiêu chuẩn lâm sàng.
Đặc điểm của bệnh viêm cột sống dính khớp ở Việt Nam thường có biểu hiện viêm các khớp gốc chi sớm (khớp háng, khớp gối) và rầm rộ, trong khi biểu hiện tại   cột sống kín đáo. Do vậy, cần khai thác kỹ các triệu chứng tại cột sống, khi có các    triệu chứng gợi ý chẩn đoán, cần chụp X quang khớp cùng chậu và xét nghiệm HLA- B27. Trường hợp chưa có biểu hiện trên phim X quang thường quy, cần chỉ định chụp cộng hưởng từ khung chậu hoặc cột sống có vai trò rất quan trọng trong chẩn đoán sớm.

### Chẩn đoán phân biệt
- Viêm cột sống dính khớp thể cột sống: cần phân biệt với bệnh Forestier. Đặc điểm của bệnh này là có xơ hóa dây chằng quanh đốt sống, có cầu xương song không có hiện tượng viêm. Ngoài ra, các cầu xương trong bệnh Forestier thường thô, không thanh mảnh như trong bệnh viêm cột sống dính khớp.
- Viêm cột sống thể phối hợp: đôi khi giai đoạn sớm triệu chứng viêm tại khớp chỉ biểu hiện tại một khớp duy nhất. Rất hay gặp viêm tại khớp háng một bên. Trường hợp này cần chẩn đoán phân biệt với lao khớp háng.

## Điều trị

### Nguyên tắc chung
Bao gồm điều trị nội khoa, vật lý trị liệu và ngoại khoa.Mục đích điều trị: chống viêm, chống đau; phòng chống cứng khớp, đặc biệt là phòng chống cứng khớp ở tư thế xấu và khắc phục dính khớp (nếu có).

### Lựa chọn phương pháp điều trị
Trên mỗi bệnh nhân cụ thể, quyết định điều trị dựa vào các thông số sau:
- Tình trạng bệnh, mức độ hoạt động bệnh, triệu chứng tiên lượng.
- Biểu hiện hiện tại của bệnh (cột sống, khớp ngoại biên, điểm bám gân...).
- Biểu hiện ngoài khớp và bệnh kèm theo: có thể có các biểu hiện ngoài khớp như vẩy nến, viêm màng bồ đào và viêm ruột mạn tính. Đặc biệt với viêm màng bồ đào cần khám chuyên khoa mắt nhằm điều trị triệu chứng kết hợp.
- Trạng thái lâm sàng chung (tuổi, giới, bệnh kèm theo, thuốc kèm theo, yếu tố tâm lý). Cũng cần lưu ý đến các nguy cơ bệnh loãng xương, bệnh tim mạch ở bệnh nhân viêm cột sống dính khớp nhằm phát hiện, theo dõi và dự phòng.

### Điều trị cụ thể

#### Không dùng thuốc
Điều rất quan trọng là bệnh nhân cần được giáo dục nhằm hiểu biết về bệnh và thực hiện chế độ luyện tập phù hợp và đều đặn. Có thể luyện tập có hiệu quả tại nhà hoặc điều trị vật lý, có sự giám sát về mức độ luyện tập. Bệnh nhân có thể tự tập một mình hoặc tập hợp theo nhóm.

#### Sử dụng thuốc
1. Thuốc chống viêm không steroid:Thuốc chống viêm không steroid là lựa chọn đầu tiên chỉ định cho bệnh nhân viêm cột sống dính khớp có đau và/hoặc cứng khớp. Có thể sử dụng trong thời gian dài nếu tình trạng viêm kéo dài. Cần chú ý đến các tác dụng không mong muốn trên tim mạch, dạ dày, thận ở bệnh nhân khi điều trị thuốc bằng chống viêm không steroide.Có thể sử dụng một trong các loại sau: celecoxib 200 – 400 mg / ngày- duy trì liều 200 mg hàng ngày; meloxicam 7,5– 15 mg / ngày; diclofenac 75 mg / ngày; etoricoxib 60 –90 mg / ngày.
2. Thuốc giảm đau:Nên phối hợp thuốc giảm đau (paracetamol, các dạng kết hợp) theo sơ đồ sử dụng thuốc giảm đau của WHO.
3. Thuốc giãn cơ: eperisone (50 mg x 3 lần/ ngày), thiocolchicoside (4 mg x 3 lần/ ngày)
4. Glucocorticoids:Tiêm corticosteroids tại chỗ: chỉ định với các trường hợp viêm các điểm bám gân hoặc các khớp ngoại biên có tình trạng viêm kéo dài. Nếu là khớp háng, nên tiêm dưới hướng dẫn của siêu âm.Không khuyến cáo điều trị corticosteroid toàn thân.
5. Thuốc thấp khớp làm biến đổi bệnh-DMARD:Thuốc DMARD như sulfasalazine, methotrexat không được chỉ định cho bệnh nhân thể cột sống đơn thuần.Sulfasalazine: chỉ định cho bệnh nhân có biểu hiện viêm khớp ngoại biên. Liều khởi đầu 500 mg x 2 viên mỗi ngày, tăng dần liều dựa vào đáp ứng lâm sàng của người bệnh, thường duy trì 2.000 mg chia 2 lần, hàng ngày, uống sau bữa ăn
6. Điều trị bằng chế phẩm sinh học: kháng TNFα:
  - Điều trị thuốc kháng TNF: theo khuyến cáo của ASAS - Hội đánh giá viêm cột sống dính khớp quốc tế, chỉ định thuốc kháng TNF cho các thể bệnh hoạt động dai dẳng, mặc dù đã điều trị thường quy. Cần tuân theo quy trình chỉ định các thuốc sinh học.
  - Bệnh nhân viêm cột sống dính khớp thể cột sống: Điều trị thuốc kháng TNF kết hợp với thuốc chống viêm không steroid, không kết hợp với nhóm DMARD kinh điển (Sulfasalazine, Methotrexate).Có thể chuyển sang kháng TNF thứ hai nếu bệnh nhân điều trị đáp ứng kém với kháng TNF ban đầu. Etanercept 50 mg tiêm dưới da tuần một lần hoặc 25 mg x2 lần/tuần (tiêm dưới da). Hoặc Infliximab 3–5 mg/kg truyền tĩnh mạch mỗi 4-8 tuần. Adalimumab 40 mg tiêm dưới da mỗi 2 tuần.

#### Phẫu thuật
Thay khớp háng: chỉ định trong trường hợp bệnh nhân đau kéo dài, hạn chế vận động và có phá hủy cấu trúc rõ trên hình ảnh X quang. Trước kia thường cố gắng chỉ định ở bệnh nhân lớn tuổi (ít nhất trên 50 tuổi). Gần đây tuổi không còn là một yếu tố cần quan tâm khi chỉ định thay khớp háng.Phẫu thuật chỉnh hình đối với cột sống: chỉ định khi cột sống biến dạng.Ở bệnh nhân viêm cột sống dính khớp có gãy đốt sống cấp tính: xét chỉ định phẫu thuật.

## Theo dõi và quản lý
- Các thông số theo dõi tình trạng bệnh nhân viêm cột sống dính khớp bao gồm: tiền sử bệnh nhân; các  thông số lâm sàng; các   biểu hiện về xét nghiệm; hình ảnh        X quang. Tần suất theo dõi bệnh (tái khám) tuỳ thuộc vào nguyên nhân gây ra các triệu chứng; mức độ trầm trọng của triệu chứng và phác đồ điều trị.
- Nói chung, bệnh nhân viêm cột sống dính khớp cần tái khám hàng tháng. Các chỉ số theo dõi về lâm sàng: số khớp sưng, số khớp đau, mức độ đau, hạn chế vận động của khớp, cột sống... Chỉ định các xét nghiệm hàng tháng tùy theo loại thuốc điều trị. Nếu chỉ dùng thuốc chống viêm không steroid, chỉ cần xét nghiệm tế bào máu ngoại vi, tốc độ máu lắng, CRP, SGOT (AST), SGPT (ALT), creatinin máu. Có thể siêu âm khớp tổn thương, đặc biệt khớp háng khi bệnh nhân đau khớp này.
- Tùy theo tình trạng bệnh nhân (về lâm sàng và xét nghiệm), cần điều chỉnh liều thuốc chống viêm, thuốc giảm đau, điều trị cơ bản, thuốc hỗ trợ điều trị (thuốc chống loãng xương, thuốc bảo vệ niêm mạc dạ dày...) và khuyến khích chế độ tập luyện, phục hồi chức năng...
- Trường hợp nếu có một thay đổi đáng kể trong quá trình của bệnh xảy ra, ngoài nguyên nhân do viêm, có thể có các tình trạng bất thường (ví dụ gãy xương cột sống), cần chỉ định các xét nghiệm chẩn đoán hình ảnh thích hợp, tùy theo tổn thương mà quyết định chụp cộng hưởng từ, CT hay X quang...

## Tiến triển và biến chứng
Bệnh tiến triển có xu hướng dính khớp và dính cột sống, dẫn đến tư thế xấu (gù lưng quá mức), viêm dính khớp háng, loãng xương và đôi khi gãy xương

## Phòng bệnh
- Tránh ẩm thấp, phòng tránh viêm nhiễm đường tiết niệu, sinh dục và viêm
- đường ruột.
- Nên nằm thẳng, trên ván cứng, tránh kê độn (cổ và gối), tránh nằm võng …
- Nên tập thể dục thường xuyên, nên bơi hoặc đi xe đạp.

## Sách tham khảo
1.	Bron JL, de vries Mk, Snieders MN, van der Horst-Bruinsma IE, van Royen BJ (2009). "Discovertebral (Andersson) lesions of the spine in ankylosing spondylitis revisited". Clin. Rheumatol. 2009; 28 (8):883-892.
2.	Francis H. "Surgical Management of Lower Cervical Spine Fracture in Ankylosing Spondylitis J Trauma". 2006: 61, 1005- 1009
3.	J Braun, van den Berg R, Baraliakos X et al (2011), "2010 update of the ASAS/EULAR recommendations for the management of ankylosing spondylitis". Ann Rheum Dis 2011:70:896-904.
4.	Goupille P, Pham T, Claudepierre P, Wendling D (2009). « A plea for reason in using magnetic resonance imaging for the diagnostic and therapeutic management of spondyloartropathies". Joint Bone Spine. 2009 Marc 76(2):123-125
5.	Rudwaleit M, van der Heijde D et al (2011), "The Assessment of SpondyloArthritis International Society classification criteria for peripheral spondyloarthritis and for spondyloarthritis in general". Ann Rheum Dis 2011:70:25-31.